# Laccophilus rivulosus
Laccophilus rivulosus är en skalbaggsart som beskrevs av Johann Christoph Friedrich Klug 1833. Laccophilus rivulosus ingår i släktet Laccophilus och familjen dykare. Inga underarter finns listade i Catalogue of Life.